# Соляна копальня у місті Турда
Соляна копальня у місті Турда (рум. Salina Turda; угор. Tordai sóbánya) — одне з найдавніших місць видобутку солі в сучасній Румунії.
Журналісти престижного сайту Business Insider вважають копальню найгарнішою пам'яткою з розташованих під землею. Крім того, цю копальню внесли до списку «25 незвичайних визначних пам'яток на Землі, про існування яких туристи не підозрювали», хоча видобування солі тут відбувається з незапам'ятних часів.
Археологічні розкопки свідчать, що видобуток солі у цій місцевості здійснювався ще до приходу римлян. А римляни провадили розробку солі тільки на поверхні, вони копали ями, найчастіше глибиною до 15 метрів, добували з неї сіль, залишали яму і переходили до наступної. Таким чином утворилися соляні озера. Римський Каструм Потаіса з'являється для того, щоб захищати видобуток солі в Турді. Після відходу римлян з Дакії і аж до XI століття відомостей про розробку солі в цій місцевості немає. А видобуток солі в сенсі, в якому це поняття визначається в наш час, розпочинається в XI—XIII століттях.
Перший документ стосовно Трансильванії, в якому згадана соляна копальня Турда, виданий угорською королівською канцелярією в 1075 році. А перший документ стосовно, власне, соляної копальні в Турді виданий 1 травня 1271 року також угорською королівською канцелярією. Цим актом король призначив себе власником Трансильванської «Соляної копальні в Турді». Згодом привілеї на використання соляної копальні були також надані бургомістрові міста Естерґом і єпископу Алба-Юлії та Трансильванії. У середньовіччя видобуток солі мав таку ж важливість та дохідність, як сьогодні, напевно, має нафтогазова діяльність. А румунська сіль завжди була високоякісною. Більшість робітників у соляних копальнях були в'язнями.
Важливість копальні сильно виросла в часи Габсбурзької імперії, коли проводяться важливі роботи для успішного видобутку солі та роботи з розширення копальні. Копальня була від самого початку однією з найважливіших в Трансильванії, почала знижувати видобуток після 1840 року через постійне зростання конкуренції з боку соляної копальні в Окна-Муреш. До 1862 року сіль видобували тільки з трьох старих штолень «Йосипа», «Терези» і «Антонія». Тоді ж видобуток солі в штольні «Антонія» на глибині 108 метрів був зупинений через високу інфільтрацію глини на родовищі. Крім того, великою проблемою було транспортування солі з копалень на склади в Нью-Турді. Для того, щоб скоротити витрати і час на перевезення, в 1853 році було прийнято рішення про будівництво транспортної галереї, яка повинна була початися з Нью-Турди, її назвали на честь Імператора Франца-Йосипа.
Видобуток солі в соляній копальні Турда припинився у 1932 році через низьку якість технічного оснащення та сильну конкуренцію з боку інших трансильванських копалень. У 2011 році Румунія займала 12 місце в світі з видобутку солі, виробництво становило 2 500 000 тонн. Соляна копальня Турда була наново відкрита в 1992 році для туристичного відвідування, а також як оздоровчий центр.
За допомогою європейських фондів у 2009 році відбулися роботи з облаштування соляної копальні Турда. На цей час тут є лікувальні зали, амфітеатр, спортивні зали (настільний теніс, боулінг, мінігольф, більярд), «колесо огляду» з якого можна помилуватися соляними сталактитами. Але головна цікавинка копальні — підземне озеро, на якому можна навіть поплавати на човнах. Температура повітря в копальні 11-12 градусів, а вологість у різних залах 73-80 %.